# Imigração japonesa no Peru
A imigração japonesa no Peru começou em 13 de Abril de 1899 com um grupo de 790 imigrantes, o primeiro de uma grande onda migratória. O Peru foi o primeiro país latino-americano a aceitar imigrantes vindos do Japão, cerca de nove anos antes do Brasil.
A população nipo-peruana, estimada em 90 mil pessoas em 2008, compreende a segunda maior colônia japonesa na América Latina, atrás apenas do Brasil com 1,5 milhôes. Este grupo étnico, juntamente com outros do leste asiático, compreende aproximadamente 3% da população total do Peru .

## História
O Peru foi o primeiro país latino-americano a estabelecer relações diplomaticas com o Japão, começando em Junho de 1873.
Os imigrantes japoneses vieram principalmente de Okinawa, mas também de Gifu, Hiroshima, Kanagawa e Osaka. Muitos chegaram como fazendeiros ou para trabalhar no campo, mas após o cumprimento de seus respectivos contratos se mudavam para os centros urbanos. No período anterior à Segunda Guerra Mundial, a comunidade japonesa no Peru era comandada sobretudo pelos imigrantes Issei nascidos no Japão. Os da segunda geração, Nissei, eram quase inevitavelmente excluídos das tomadas de decisão na comunidade.

### Segunda Guerra Mundial
Após o inicio da Segunda Guerra Mundial, o Departamento de Estado Americano chegou a um acordo com o governo do Peru e nipo-peruanos foram reunidos e transportados para um campo de concentração americano controlado pelo Departamento de Justiça dos EUA.
Os peruanos foram inicialmente colocados entre os nipo-americanos que haviam sido expulsos da costa oeste americana, entretanto, mais tarde foram internados nas instalações do Serviço de Imigração e Naturalização (INS) em Crystal City e Kenedy, Texas, e em Santa Fe, Novo México. Os nipo-peruanos foram mantidos nestes "campos de concentração para estrangeiros" por mais de dois anos até serem transferidos através de uma oferta de "liberdade condicional" para uma comunidade agrícola em Seabrook, Nova Jersey.
Os nipo-peruanos nisseis internados nos Estados Unidos se tornaram ainda mais distantes dos Issei, isso em parte por causa da distância entre os campos de concentração e em parte porque os nisseis internados não sabiam quase nada sobre a pátria e a língua de seus pais.
No processo de deportação para os Estados Unidos, os nipo-peruanos tiveram seus bens e outras posses expropriados no Peru. No final da guerra, apenas 79 cidadãos nipo-peruanos voltaram ao Peru, e 400 permaneceram nos Estados Unidos como "apátridas" refugiados. Os nissei peruanos internados que se tornaram cidadãos americanos naturalizados consideravam seus filhos como sansei, ou seja, três gerações de distância dos avós que haviam deixado o Japão para viver no Peru.

## Dekasseguis
Segundo dados de 2008, mais de sessenta mil nipo-peruanos vivem e trabalham no Japão. Devido a instabilidade econômica da década de 1980, muitos nipo-peruanos emigraram para o Japão e os Estados Unidos, embora alguns já tenham regressado.

## Nipo-peruanos notáveis
Alguns nipo-peruanos em destaque são:
- Ernesto Arakaki (futbolista peruano)
- Olga Asato (deportista peruana)
- Keiko Fujimori (política peruana, congresista del Perú)
- Kenji Fujimori (político peruano, congresista electo del Perú)
- Santiago Fujimori (político peruano, congresista del Perú)
- Sandra Gamarra Heshiki (artista peruana)
- Elmer Pablo Tito Cari (professor universitário nipo-peruano)
- Víctor García Toma (ex ministro de Justicia del Perú)
- Angélica Harada Vásquez (cantante peruana de folclore)
- Erika Hayashida (golfista peruana)
- Augusto Higa (escritor peruano)
- Jaime Higa (artista peruano)
- Ricardo Higa Uyehara (único torero peruano-japonés)
- Oswaldo Higuchi (artista peruano)
- Susana Higuchi (política peruana, ex congresista del Perú)
- Carlos Ch. Hiraoka (empresario peruano)
- Jorge Hirano (futbolista peruano)
- Fernando Iwasaki (escritor peruano)
- Gonzalo Iwasaki (presentador peruano)
- Christian Kobashigawa (piloto peruano)
- Toshiro Konishi (sushi chef peruano)
- Arturo Kubotta (artista peruano)
- Gerardo Maruy (empresario y ex deportista peruano)
- Joaquín Maruy (ex viceministro de agricultura)
- Aldo Miyashiro (dramaturgo peruano)
- Augusto Miyashiro (empresario peruano, alcalde de Chorrillos)
- Doris Moromisato (escritora peruano)
- José Pereda Maruyama (futbolista peruano)
- Luigi Nikaido (surfista Peruano)
- Angélica Sasaki (chef peruana)
- Suzie Sato (periodista peruana)
- Pedro Seiji Asato (compositor clásico peruano)
- Venancio Shinki Huamán (pintor peruano)
- Alberto Shiroma (cantautor peruano)
- Aldo Shiroma Uza (artista peruano)
- David Soria Yoshinari (futbolista peruano)
- Javier Soria Yoshinari (futbolista peruano)
- Humberto Suguimitzu (billarista peruano)
- Luis Abelardo Takahashi Núñez (cantante peruano)
- Akio Tamashiro (karateka peruano, subcampeón mundial)
- Martín Tanaka (analista peruano)
- Eduardo Tokeshi Namizato (artista peruano)
- Tilsa Tsuchiya (pintora peruana)
- José Watanabe (poeta peruano)
- Rafael Yamashiro (político peruano, congresista del Perú)
- César Ychikawa (cantautor peruano)
- Rosita Yimura (chef, empresaria peruana)
- Arturo Yamazaki (Árbitro de futebol nascido no Peru e naturalizado mexicano)